# Cooperita
La cooperita és un mineral de la classe dels sulfurs. Rep el seu nom en honor de R. A. Cooper, el primer a descobrir aquest mineral.

## Característiques
La cooperita és químicament sulfur de platí de fórmula química PtS. Cristal·litza en el sistema tetragonal en forma de fragments de cristalls distorsionats allargats paral·lelament a [101] amb {110}, {111} i {001}; també en forma de grans irregulars de fins a 1,5 mm. La seva duresa a l'escala de Mohs és de 4 a 5.
La cooperita és el dimorf de la braggita i es diferencia d'ella per un contingut més baix en impureses de pal·ladi i níquel. L'any 2022 la fórmula química d'aquestes dues espècies va ser redefinida, mantenint la de la cooperita.
Segons la classificació de Nickel-Strunz, la cooperita pertany a «02.C - Sulfurs metàl·lics, M:S = 1:1 (i similars), amb Ni, Fe, Co, PGE, etc.» juntament amb els següents minerals: achavalita, breithauptita, freboldita, kotulskita, langisita, niquelina, sederholmita, sobolevskita, stumpflita, sudburyita, jaipurita, zlatogorita, pirrotina, smythita, troilita, cherepanovita, modderita, rutenarsenita, westerveldita, mil·lerita, mäkinenita, mackinawita, hexatestibiopanickelita, vavřínita, braggita i vysotskita.

## Formació i jaciments
La cooperita és una mena important de platí que es troba en ultramàfics, gabres, dunites i cromitites, típicament en capes; també es troba en jaciments massius de calcopirita-pirrotita i en placers al·luvials. Se n'han trobat jaciments a Austràlia, el Brasil, Bulgària, el Canadà, Colòmbia, Equador, els Estats Units Finlàndia, Grècia, el Japó, Madagascar, Mongòlia, Nova Caledònia, Nova Zelanda, Noruega, Rússia, Sierra Leone, Sud-àfrica, el Regne Unit, la Xina i Zimbàbue.
Sol trobar-se associada amb altres minerals com: braggita, vysotskita, sperrylita, moncheïta, platarsita, laurita, malanita, hol·lingworthita, platí natiu, aliatges de Pt-Fe i altres moltes espècies minerals amb elements del grup del platí, calcopirita, bornita, cubanita, pentlandita, pirrotita, pirita i cromita.